# 麥克尤恩廳
麥克尤恩廳（英語：McEwan Hall）是愛丁堡大學的畢業典禮廳，位於蘇格蘭首都愛丁堡。這座建築是釀酒師及政治家威廉·麥克尤恩在1897年贈送給愛丁堡大學的禮物，當時耗資115,000英鎊修建。麥克尤恩廳由羅伯特·羅旺德·安德森爵士設計，是英國的A級登錄建築。建築可容納約1,700人。
直到19世紀末期，愛丁堡大學都沒有獨立的畢業典禮廳。但在1858年蘇格蘭大學法通過後，隨著學生人數的增加，大學需要一座大型會堂以舉辦畢業儀式。麥克尤恩廳的建築設計開始於1876年，主要由羅伯特·羅旺德·安德森負責總體設計，細部設計則大部分由喬治·麥基·沃森設計。建築的原料使用了諾森伯蘭郡的石材。麥克尤恩廳亦是愛丁堡最早通電的建築之一。
大廳的外形呈D形，竣工於1894年。內部裝飾則完成於1897年，採用義大利文藝復興風格。建築內的壁畫由威廉·梅恩瓦林·佩林（英語：William Mainwaring Palin）設計。位於建築中央天井上的壁畫名為「名人堂」（The Temple of Fame），描繪了眾多哲學家和學生，由15塊壁畫構成。麥克尤恩廳的管風琴由羅伯特·霍普-瓊斯設計，此後進行過多次重建和修改。  

## 翻新
麥克尤恩廳和布里斯托廣場在2015年關閉，以進行翻新。2017年7月的畢業典禮時，麥克尤恩廳重新開放。這一翻新耗資3,500萬英鎊。這一翻新啟用了新的供暖、換氣和照明系統，並且在地下部分和布里斯托廣場的地下新建了研討室。這一工程的主要目的之一是連通麥克尤恩廳的各部分，包括三樓的畫廊。麥克尤恩廳現在作為畢業典禮、講座和公開演講的場地使用。一些愛丁堡國際藝穗節的活動和管風琴演奏會亦在這裡舉行。

## 畫廊

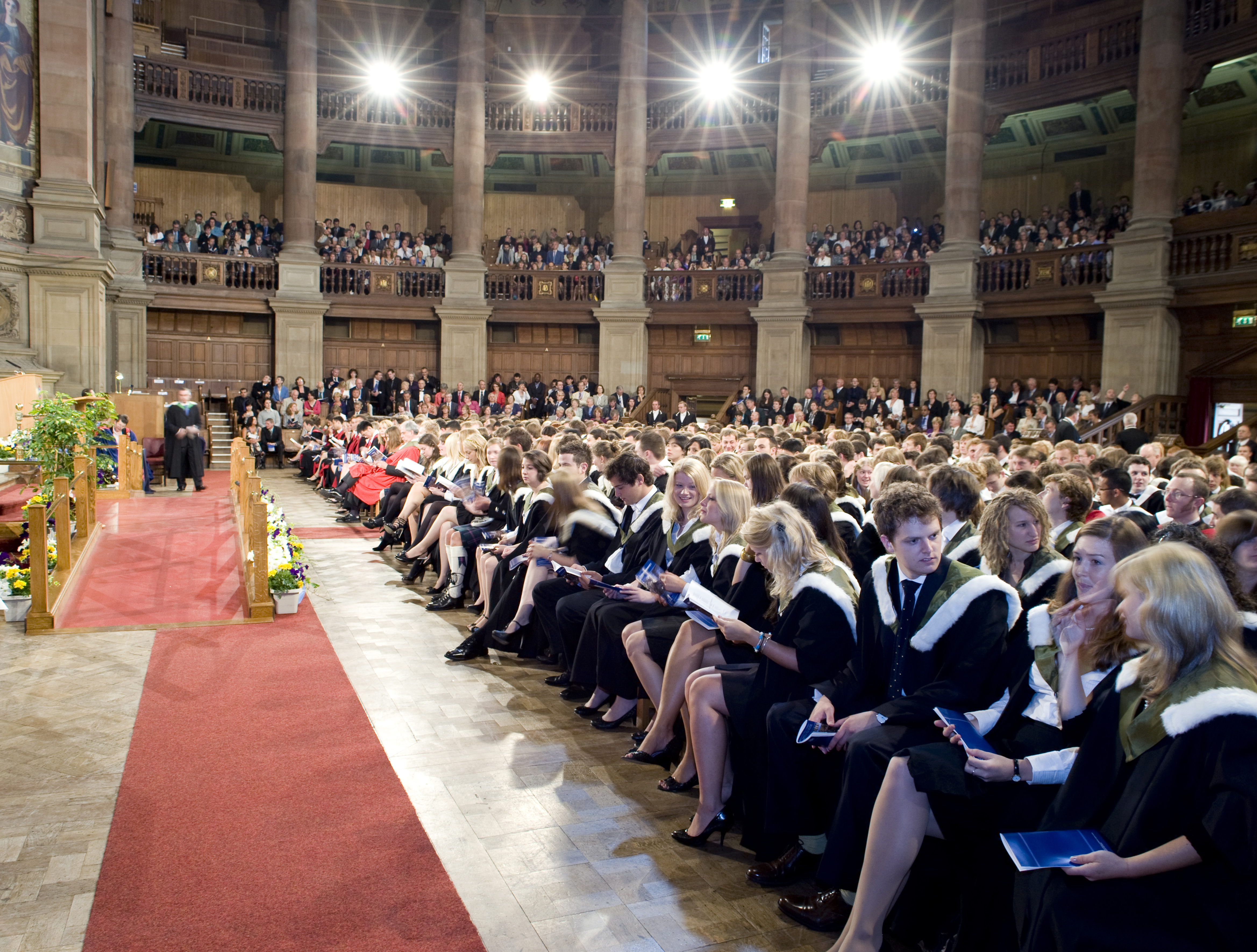
畢業典禮時的大廳（2008年）
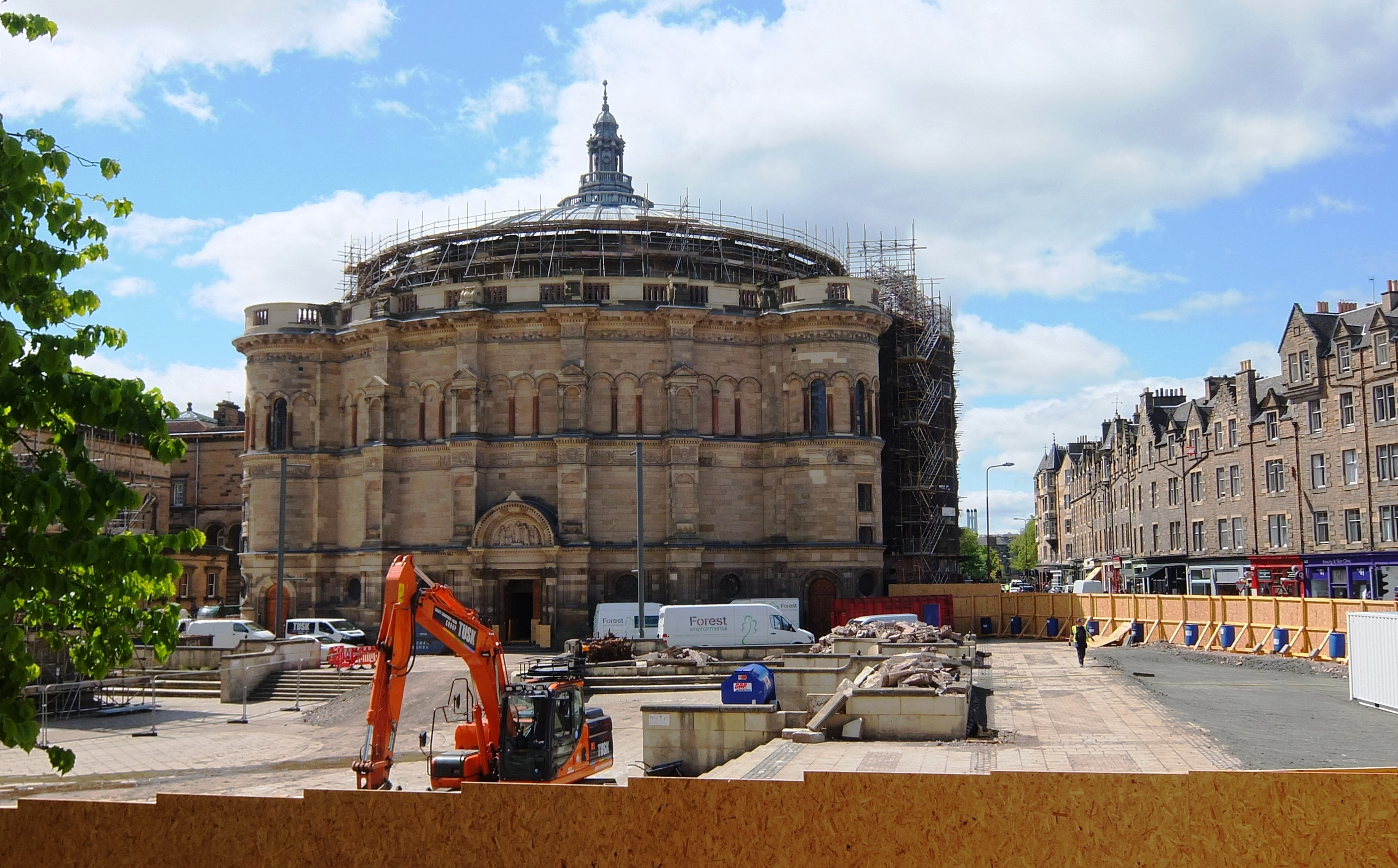
翻新工程之前的布里斯托廣場（2015年）
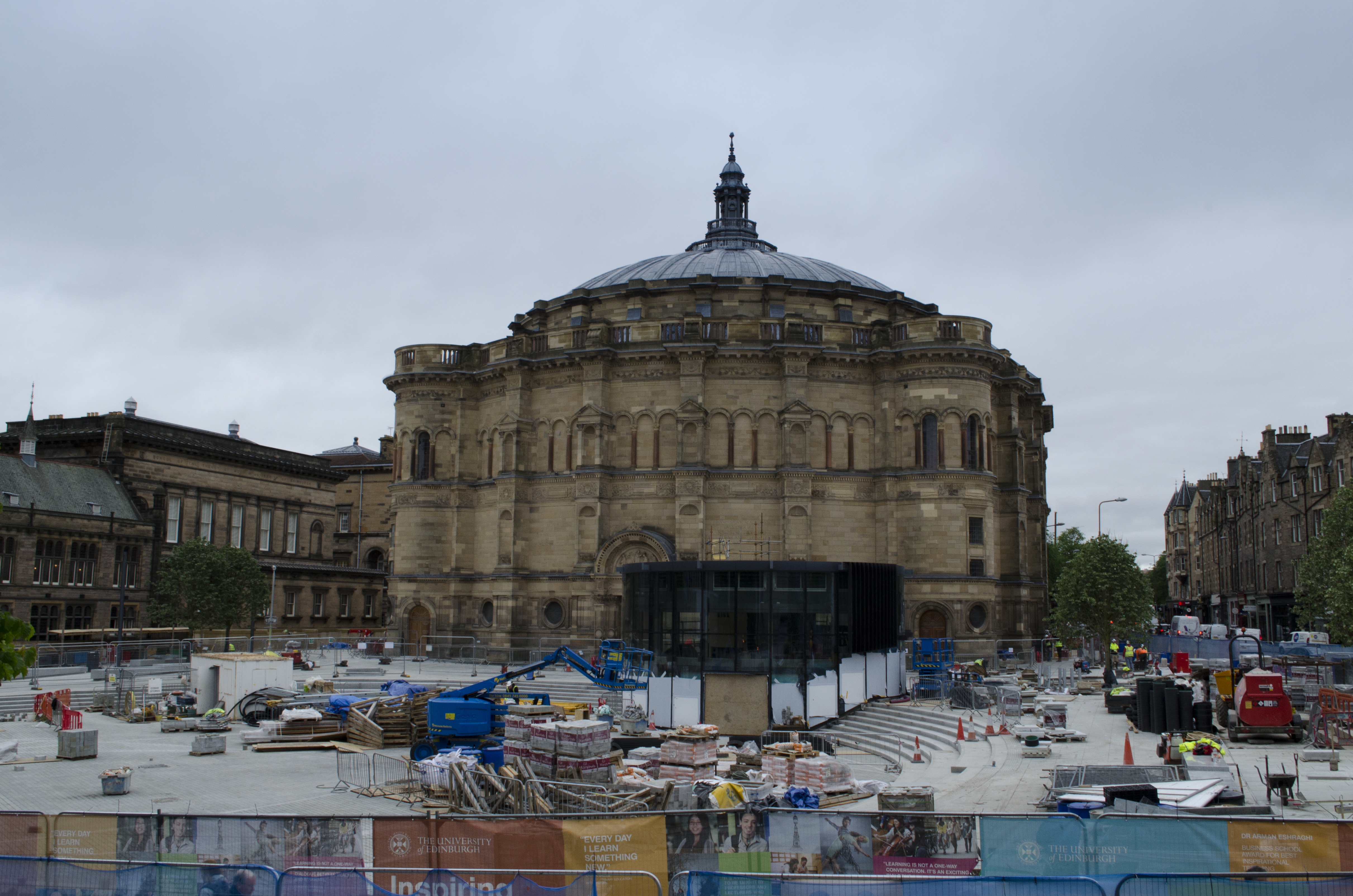
翻新工程後期的布里斯托廣場（2017年）
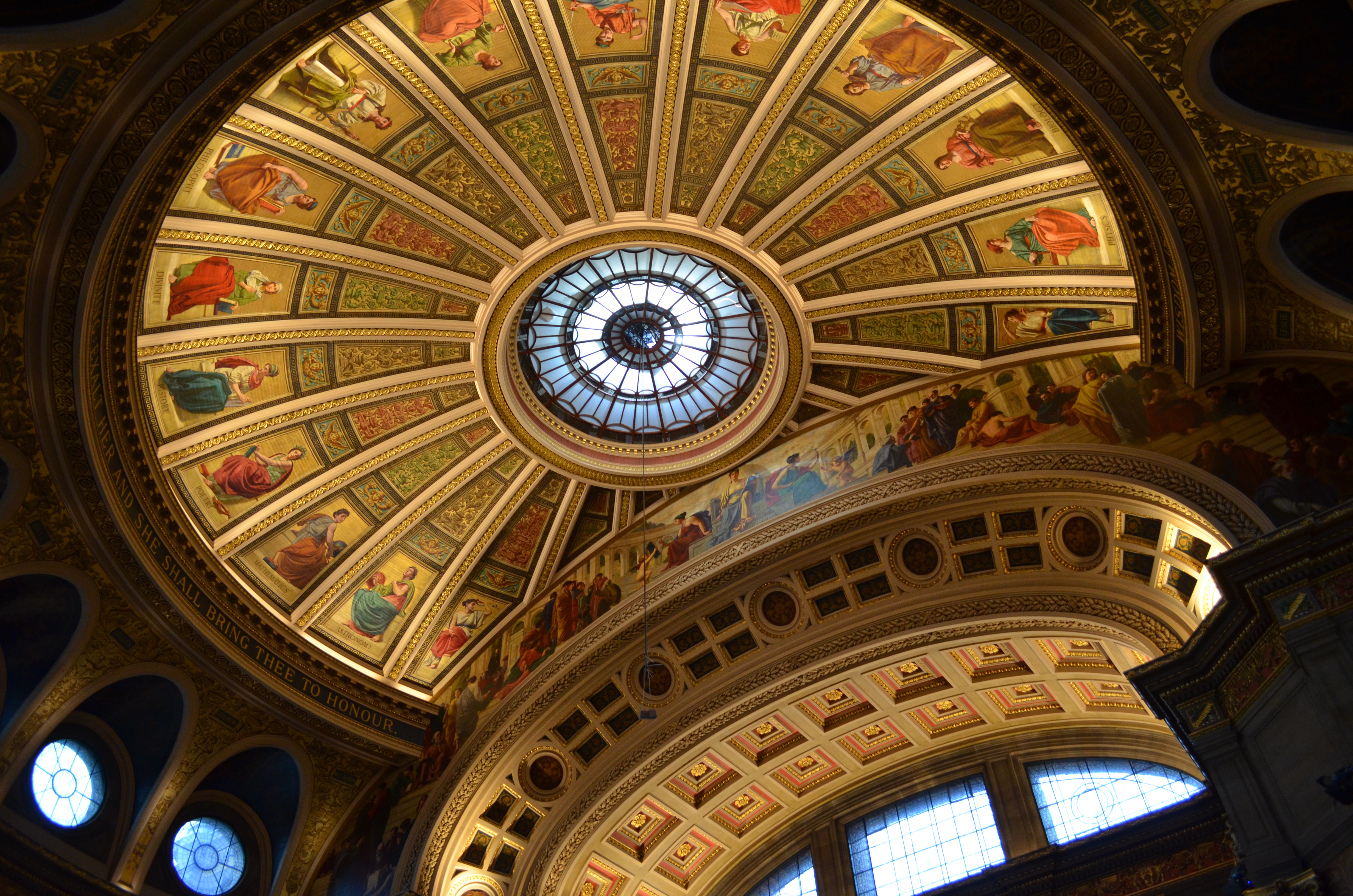
經過修復的圓頂（2017年）
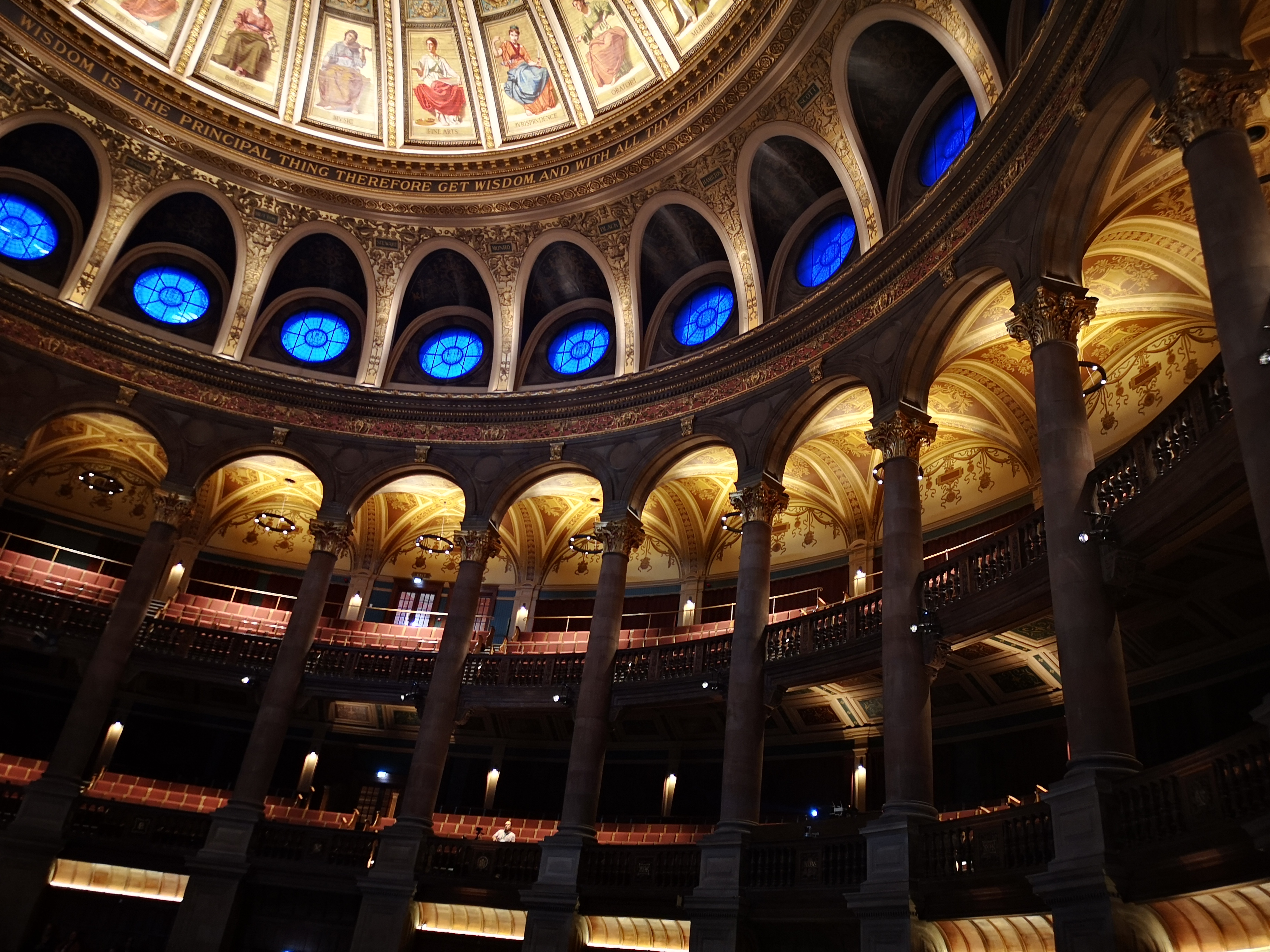
大廳內部裝飾（2017年）
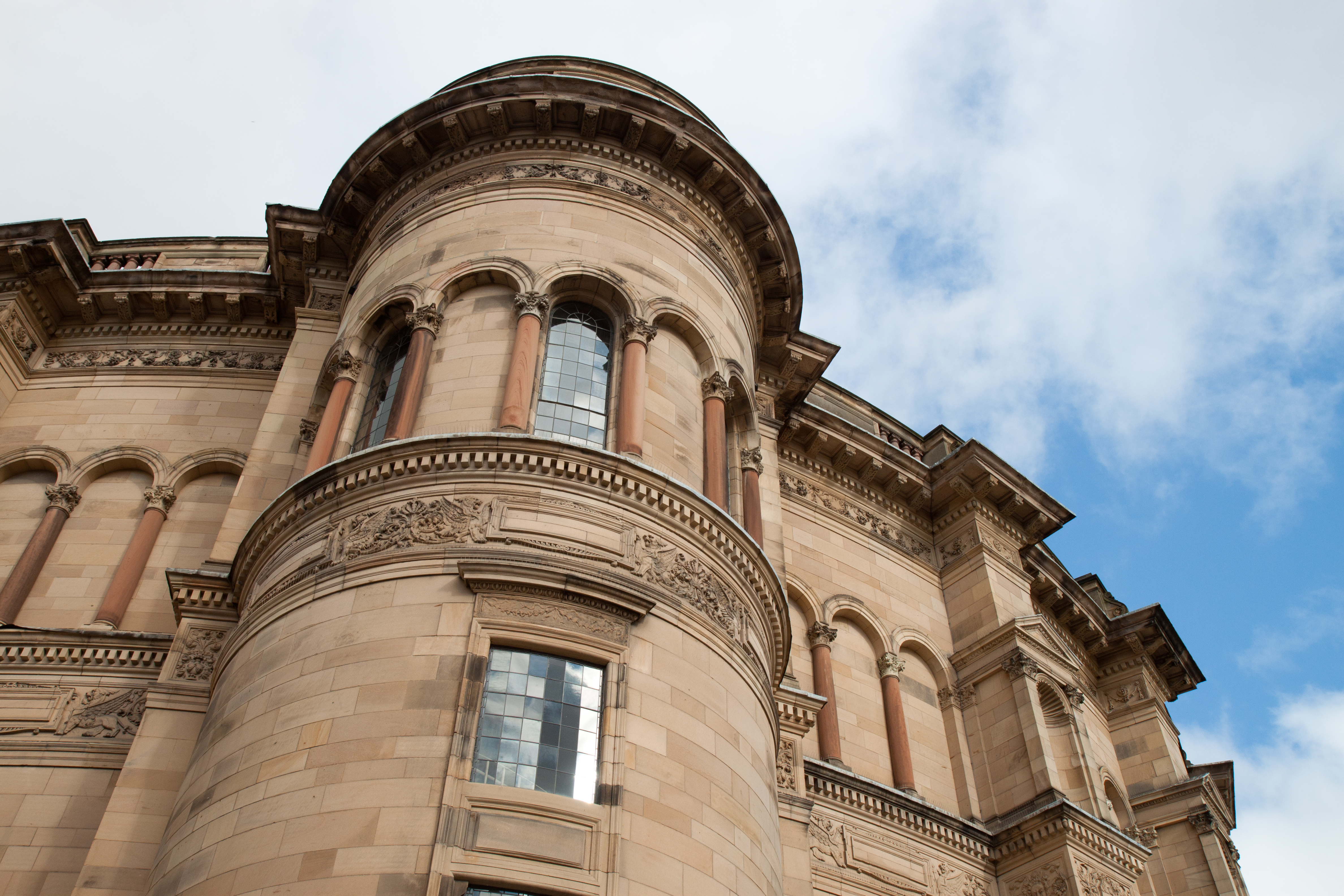
外部細節（2011年）
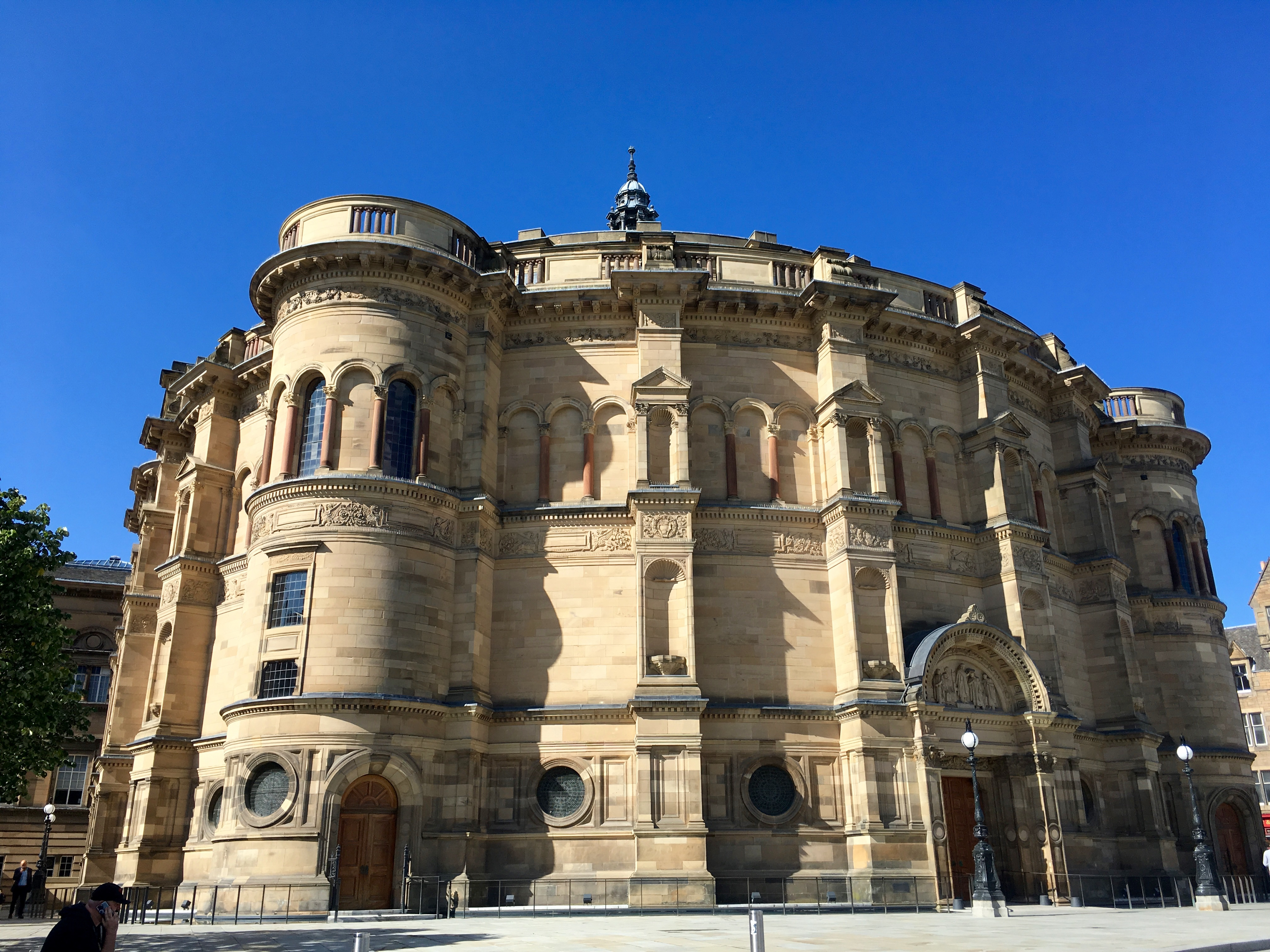
建筑外觀（2018年）